# William Swainson
William Swainson (8 de octubre de 1789 - 6 de diciembre de 1855) fue un naturalista, ornitólogo y artista inglés.
Swainson nació en St. Mary Newington, Londres. A la edad de catorce años fue empleado en Liverpool. Desarrolló gran interés por la historia natural estudiando colecciones de insectos.
Se enroló en el ejército y fue enviado a Sicilia, pero se retiró por problemas de salud.
Swainson viajó por Brasil de 1816 a 1818, regresando a Inglaterra con una colección de más de 20.000 insectos, 1200 especies de plantas, los dibujos de 120 especies de peces y aproximadamente 760 descripciones de pájaros. Su amigo William Elford Leach lo animó para que experimentara con la litografía para su libro de "Ilustraciones Zoológicas" (1820-23).
Cuando Leach fue obligado a resignar su plaza en el Museo Británico por problemas de salud, Swainson intentó reemplazarlo, pero el puesto se lo dieron a John George Children.
Swainson continuó escribiendo su libro, que fue el más influyente, llamado Fauna Boreali-Americana (1831), del que es coautor con John Richardson. Produjo la segunda serie de Ilustraciones Zoológicas (1832-33) (Zoological Illustrations), tres volúmenes de la Librería Naturalista de Jardinería y once volúmenes del Lardner's Cabinet Cyclopedia.
En 1841 emigró a Nueva Zelanda para hacerse granjero, pero fracasó, en parte debido a la oposición local de los maoríes. En 1851 navegó a Sídney y tomó el puesto de agrimensor botánico con el Gobierno Victoriano. Falló, aparentemente debido a su falta de conocimiento de botánica. Regresó a Nueva Zelanda en 1855, donde murió.

## Otras publicaciones
- Swainson, W. (1820–1823). Zoological Illustrations, or original figures and descriptions of new, rare, or interesting animals, selected chiefly from de classes of Ornithology, Entomology and Conchology, and arranged on the principles of Cuvier and other modern Zoologists (en inglés y latín). Vol.1: i-ix, pl., texto 1-66, índice. 1820-1821; Vol.2: pl., texto 67-119, índice. 1821-1822; Vol.3: v-x, pl., texto 120-182, índice. London (Londres): Baldwin, Cradock & Joy. Disponible en Biodiversitas Heritage Library. doi:10.5962/bhl.title.42279.
- Swainson, W. (1827). «On several Groups and Forms in Ornithology not hitherto defined». Zoological Journal (en inglés, latín). Vol. 3. De enero, 1827 a abril, 1828 Art.15: 158–175; Art.35: 343–363. Londres.  Disponible en Biodiversitas Heritage Library.
- Swainson, W. (1827). «A Synopsis of the Birds discovered in Mexico by W. Bullock,  F.L.S. and H.S., and Mr. William Bullock, jun.». The Philosophical Magazine or Annals of Chemistry, Mathematics, Astronomy, Natural History, and General Science (en inglés, latín). Vol.1 New and united series. January–June, 1827. Nr.V May Art.72: 364–369; Nr.VI June Art.85: 433–442. Londres. Disponible en Biodiversitas Heritage Library.
- Swainson, W. (1831). «Northern Zoology Part II Aves» (en inglés). Swainson, W. & Richardson, J. 1831. Fauna boreali-americana, or, The zoology of the northern parts of British America: containing descriptions of the objects of natural history collected on the late northern land expeditions, under command of Captain Sir John Franklin, R.N. Part Second, The Birds. pp. 1-523. Disponible en Biodiversitas Heritage Library. doi:10.5962/bhl.title.39293.
- william Swainson, John Parkes. 1833. Family papers

### Libros
- William Swainson. 1834. A preliminary discourse on the study of natural history. The cabinet cyclopaedia: Natural history. Editor Longman, Rees, Orme, Brown, Green & Longman, & J. Taylor, 462 pp. en línea

## Honores
William siguió los pasos de su padre para convertirse en un miembro de la Linnean Society, en 1815.

### Epónimos
John James Audubon, amigo de Swainson, denominó una especie de aves de la familia Parulidae dedicándole su nombre específico (Limnothlypis swainsonii). Charles Lucien Bonaparte denominó al halcón de Swainson, también en honor a su apellido (Buteo swainsoni). También el tordo de Swainson fue dedicado por Thomas Nuttall con el nombre subespecífico Cathartus ustulatus swainsoni a este naturalista inglés que describió varias especies, entre ellas el hoy en peligro de extinguirse Carduelis cucullata.

## Abreviatura (zoología)
La abreviatura Swainson  se emplea para indicar a William Swainson como autoridad en la descripción y taxonomía en zoología.

- La abreviatura «Swainson» se emplea para indicar a William Swainson como autoridad en la descripción y clasificación científica de los vegetales.[1]